# Головин, Сергей Евгеньевич
Серге́й Евге́ньевич Голови́н (1824 — 31 августа (12 сентября) 1889) — русский государственный деятель, Сувалкский губернатор, тайный советник.

## Биография
Сын генерала Евгения Александровича Головина и Елизаветы Павловны Фонвизиной.
Окончил Пажеский корпус. 8 августа 1842 из камер-пажей произведен в корнеты лейб-гвардии Уланского полка. 12 декабря 1845 уволен от службы поручиком. В 1849 году пожалован в камер-юнкеры; во время Крымской войны находился в рядах ополчения.
5 декабря 1869 назначен Сувалкским губернатором. 7 августа 1870 произведен в действительные статские советники, в 1872 году получил звание камергера. За труды по управлению губернией удостоился двух Высочайших благоволений. Отставлен от должности губернатора 16 сентября 1882. Произведенный в тайные советники, был назначен состоять по министерству внутренних дел. В отставке с 1886 года.
Владел тремя тысячами десятин земли в Новгородской и Смоленской губерниях, и майоратом в Седлецкой губернии с 3 000 рублей годового дохода. Умер после кратковременной, но тяжелой болезни в своем имении в Смоленской губурнии.

## Награды
- Орден Святой Анны 2-й ст. (1860)
- Высочайшее благоволение (1874)
- Орден Святого Владимира 3-й ст. (1874)
- Высочайшее благоволение (1876)
- Высочайшее благоволение (1877)
- орден Святого Станислава 1-й ст. (1878)
- Монаршее благоволение (1878)
- Высочайшее благоволение (1879)
- Высочайшее благоволение (1880)

Медали:
- Бронзовая медаль «В память войны 1853—1856»
- Ополченский крест участника Крымской войны
- Знак Красного Креста

Иностранные:
- Прусский орден Короны 2-й ст. со звездой (1875)

## Семья
Жена: княжна Екатерина (в некоторых источниках указана как Елена) Павловна Урусова (1840—?), дочь князя Павла Александровича Урусова и Александры Сергеевны Уваровой. Владелица 22 тыс. десятин земли в Черниговской губернии
Дочь:
- Елизавета Сергеевна Головина (30.05.1863—1920). Муж (1883): князь Сергей Петрович Урусов (1859—1918)